# Fitas do Senhor do Bonfim

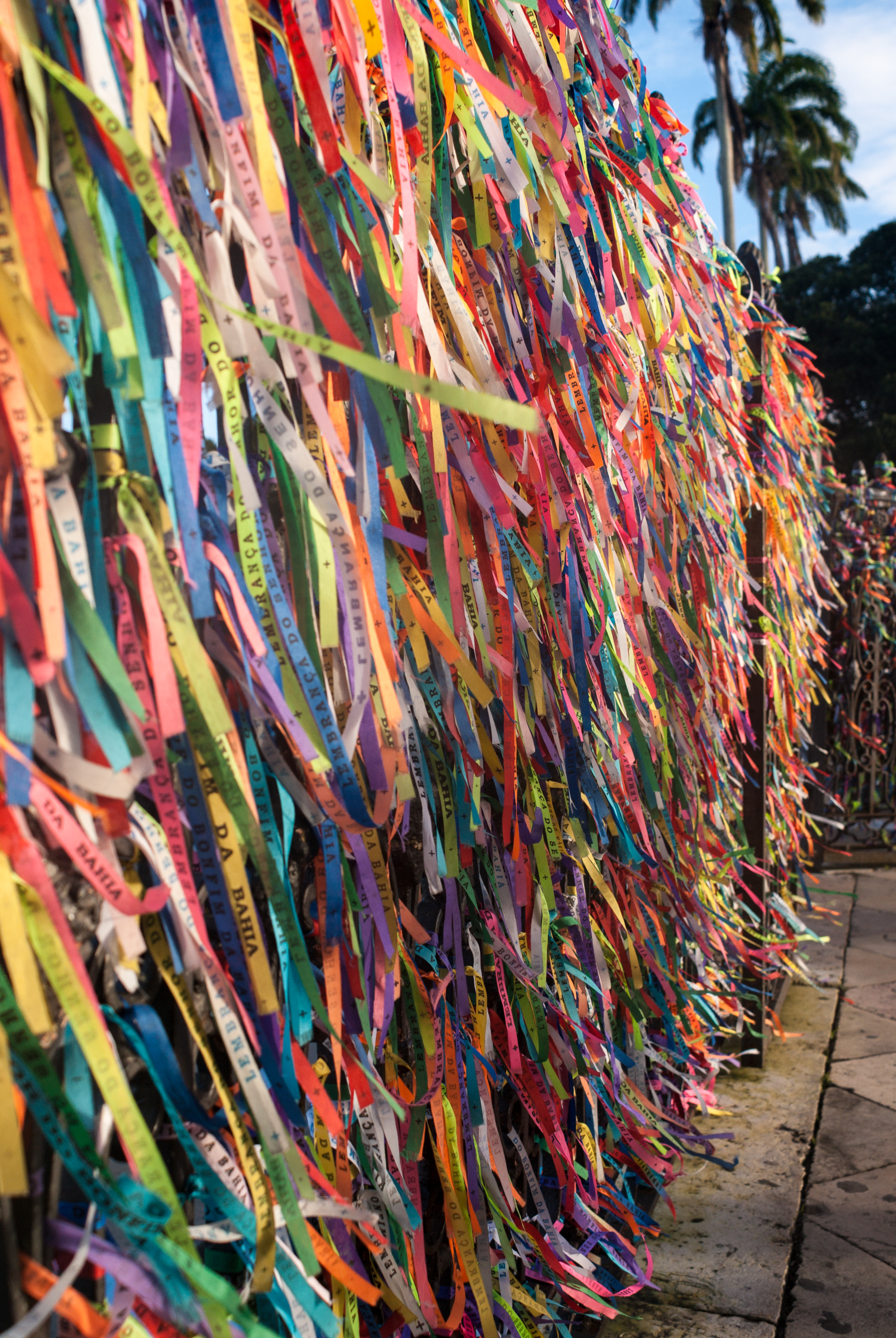
Fitas do Senhor do Bonfim przed kościołem w Salvadorze

Fitas do Senhor do Bonfim – wstążki, które są tradycyjną pamiątką z Salvadoru w stanie Bahia w Brazylii.

## Historia
Fitas do Senhor do Bonfim zaczęły być produkowane w 1809 r. z inicjatywy Manuela Antonio da Silva Servo, skarbnika bractwa Pana Dobrej Śmierci (Senhor do Bonfim), którego zadaniem było zgromadzenie funduszy na rzecz bractwa. Pierwsze wstążki były wykonywane z jedwabiu i mierzyły 47 cm długości – dokładnie tyle, ile prawe ramię figury Chrystusa, umieszczonej w kościele Nosso Senhor do Bonfim w Salvadorze. Z tego powodu wstążka była nazywana “miarą Bonfim”. Produkcją zajmowali się rzemieślnicy, którzy następnie dostarczali swoje wyroby do świątyni.
Na początku napis na wstążce był malowany ręcznie, w późniejszym okresie haftowany, a jeszcze później obróbkę ręczną zastąpiono wytłaczaniem napisu przy pomocy czarnego tuszu. Obecnie nie wytwarza się już wstążek z jedwabiu, lecz z bawełny, a cały proces został całkowicie zautomatyzowany.
Wstążki były używane jako zawieszane na szyi sznurki, na których noszono medaliki. Służyły też jako amulety – wierni zawieszali na nich figurki symbolizujące części ciała, które zostały uleczone dzięki wstawiennictwu świętego. Zgodnie z tradycją, używanie wstążek pochodzi od dawnego zwyczaju noszenia kawałków ubrań świętych, co miało zapewniać ochronę lub przynieść szczęście.
Od lat 60. XX wieku wstążki nosi się na nadgarstku. Widnieje na nich napis Lembrança do Senhor do Bonfim da Bahia (Pamiątka z kościoła Pana Dobrej Śmierci z Bahia). Są symbolem kościoła Nosso Senhor do Bonfim w Salvadorze.

## Kolory
Fitas do Senhor do Bonfim występują w wielu kolorach, nawiązujących do religii afrobrazylijskiej candomblé. Każdy kolor symbolizuje inne bóstwo orisza.
- zielony: Oxossi
- jasnoniebieski: Iemanjá
- żółty: Oxum
- ciemnoniebieski: Ogum
- różowy: Ibeji(erê) i Oxumaré
- biały: Oxalá
- fioletowy: Nanã
- czarny z czerwonym napisem: Exu i Pomba gira
- czarny z białym napisem: Omulu
- czerwony: Iansã
- czerwony z białym napisem: Xangô
- zielony z białym napisem: Ossain

## Trzy życzenia

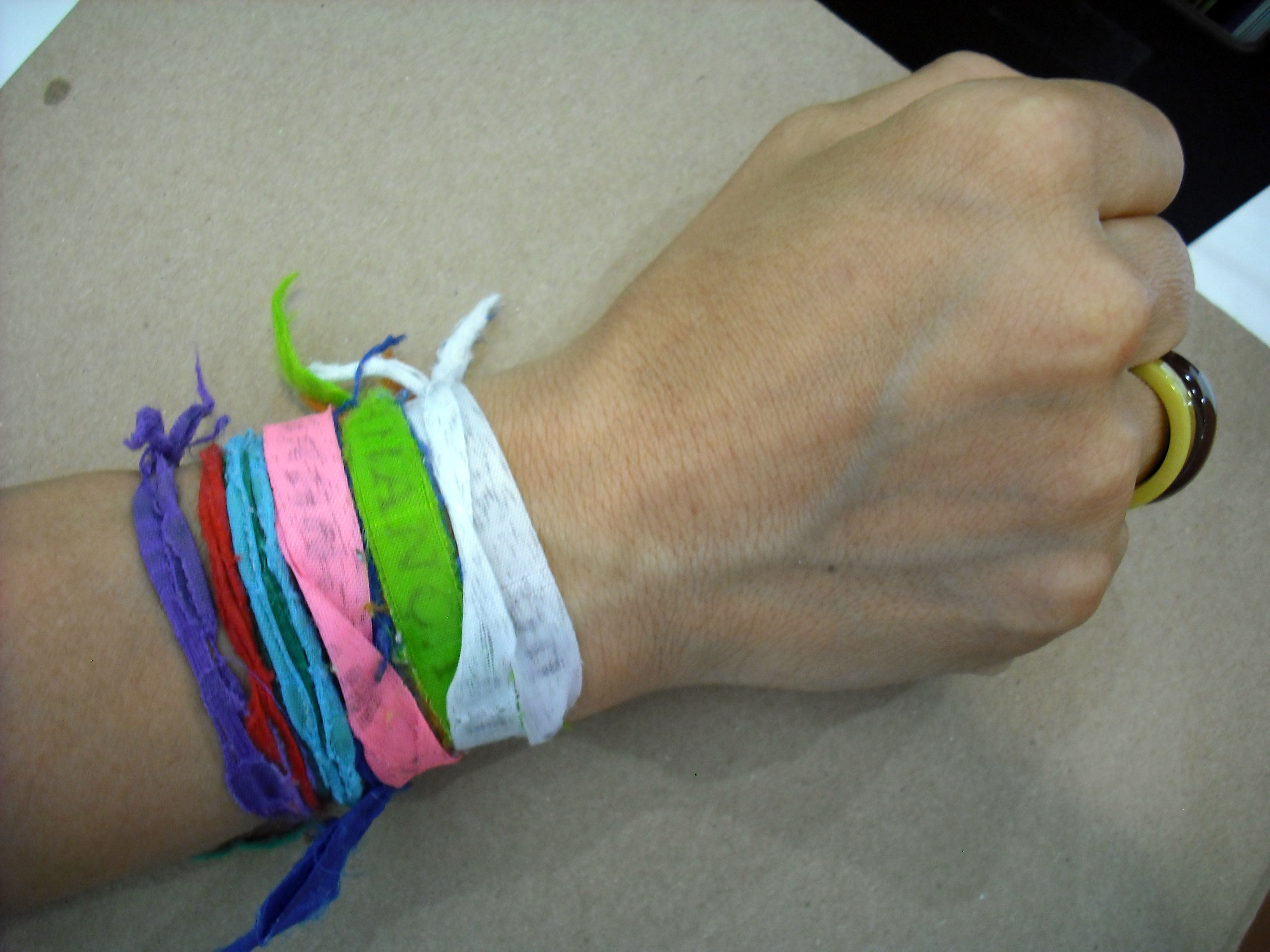
Wstążka zawiązana na nadgarstku symbolizuje trzy życzenia

Tradycja każe zawiązać wstążkę na nadgarstku – owinąć ją dwa razy i zawiązać na trzy supełki. Każdy z nich symbolizuje życzenie. W momencie gdy wstążka przetrze się i spadnie, życzenia zostaną spełnione. Wstążka nie powinna być zakupiona, ale podarowana jako prezent.